# Sulicki

Herb Sulicki I

Herb Sulicki II

Sulicki (Sulitzki, Zulicki, Marszelis-Sulicki, Marschall von Sulitzki, Mora odmienny) – herb szlachecki, używany przez rodzinę osiadłą na Kaszubach. Herb własny rodziny Marszelis-Sulickich, odmiana herbu Mora.

## Opis herbu
Herb znany przynajmniej w dwóch wariantach. Opisy z wykorzystaniem klasycznych zasad blazonowania:
Sulicki I: W polu srebrnym głowa murzyńska czarna z przewiązką srebrną. Klejnot: nad hełmem bez korony trzy strzały błękitne, w wachlarz. Labry czarne, podbite srebrem.
Sulicki II: W polu czerwonym głowa murzyńską czarna z przewiązką srebrną. Klejnot: nad hełmem w koronie trzy strzały srebrne, z opierzeniem czerwonym, w wachlarz. Labry czerwone, podbite srebrem.

## Najwcześniejsze wzmianki
Herb po raz pierwszy pojawił się na pieczęci Franciszka Marszelisa Sulickiego, ławnika puckiego, przykładanej do dokumentów z lat 1578-96. Jednakże na pieczęci tej widniała jedynie głowa, być może murzyńska albo lwia na wprost, z wysuniętym językiem lub kółkiem w nozdrzach. Herb Sulicki I za tzw. Nowym Siebmacherem (Der Adel des Königreichs Preußen, 1906) przytacza Juliusz Karol Ostrowski (Księga herbowa rodów polskich, 1897, 1906). Herb Sulicki II również przytacza Ostrowski za "Nowym" Siebmacherem, a ponadto Winckler (Nationalitäten Pomerellens, 1869) i Uruski (Rodzina. Herbarz szlachty polskiej, 1916). Herb taki (ale bez barw) widnieje na pieczęciach z 1684 i 1686 roku, wyciśniętych przez Jana Jerzego Marszeliss Sulickiego, ławnika puckiego.

## Rodzina Marszelis-Sulickich
Rodzina Marszelisów odnotowana została po raz pierwszy w XVI wieku. Jej nazwisko pochodzić ma od słowa marszałek lub też imienia Marceli. Rodzina ta w połowie XVI wieku siedziała razem z Boninami we wsi Sulicice, od których przyjęła nazwisko odmiejscowe Sulicki. Pierwszym jej znanym przedstawicielem jest odnotowany w 1528 roku Hans Marsseliss, który to w 1543 roku został już zapisano jako Marsseliss von Sullitz. W 1552 roku wymieniono Franciszka Sulickiego, który potem był jeszcze wielokrotnie wzmiankowany do końca XVI wieku. Członkowie rodu często pełnili funkcję ławnika puckiego. W połowie XVII wieku opuścili rodowe Sulicice i osiedli w ziemi lęborskiej, gdzie posiadali m.in. Kierzkowo. 

## Herbowni
Marszelis (Marszelic, Marczellicz, Marczeliecz, Marsseliss, Marszal, Marschall, Marscheliss, Marschellitz, Marsellitz) z odmiejscowym członem Sulicki (Schullicki, Solecki, Solicki, Soliczki, Solitzki, Sollicky, Sollitz, Suliczky, Suliski, Sulitzki, Sullitz, Sulycky, Szolliczicze, Zulicki).